# Nomenklatura scalona
Nomenklatura scalona (ang. Combined Nomenclature, CN), Scalona Nomenklatura Towarowa Handlu Zagranicznego – podstawowy element Wspólnej Taryfy Celnej. Pozwala na sklasyfikowanie towarów w obrocie międzynarodowym, tworząc system umożliwiający dokonanie identyfikacji towarów.
Jest ośmiocyfrowym rozwinięciem Zharmonizowanego Systemu Określania i Kodowania Towarów (HS). Na poziomie sześciu cyfr jest zbieżna z nomenklaturą HS. Nadzór nad CN sprawuje Komisja Europejska. Nomenklaturę scaloną określają przepisy: Rozporządzenie Komisji (WE) nr 1719/2005 z dnia 27 października 2005 r. zmieniającego załącznik I do rozporządzenia Rady (EWG) nr 2657/87 w sprawie nomenklatury taryfowej i statystycznej oraz w sprawie Wspólnej Taryfy Celnej. Na terytorium Polski stosuje się 99 działów nomenklatury scalonej.

## Powiązania Nomenklatury scalonej z klasyfikacjami międzynarodowymi i polskimi
Nomenklatura scalona jest powiązana m.in. z NACE, PKD i PKWiU.